# Chirostoma contrerasi
Chirostoma contrerasi är en fiskart som beskrevs av Barbour 2002. Chirostoma contrerasi ingår i släktet Chirostoma och familjen Atherinopsidae. Inga underarter finns listade i Catalogue of Life.